# Codex Gigas

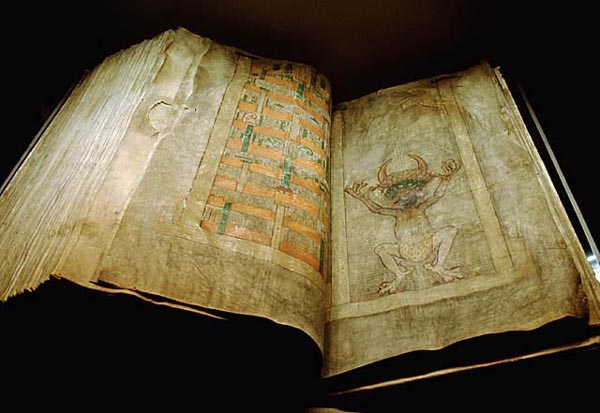
Par ses dimensions physiques, ce codex est le plus grand manuscrit médiéval connu.

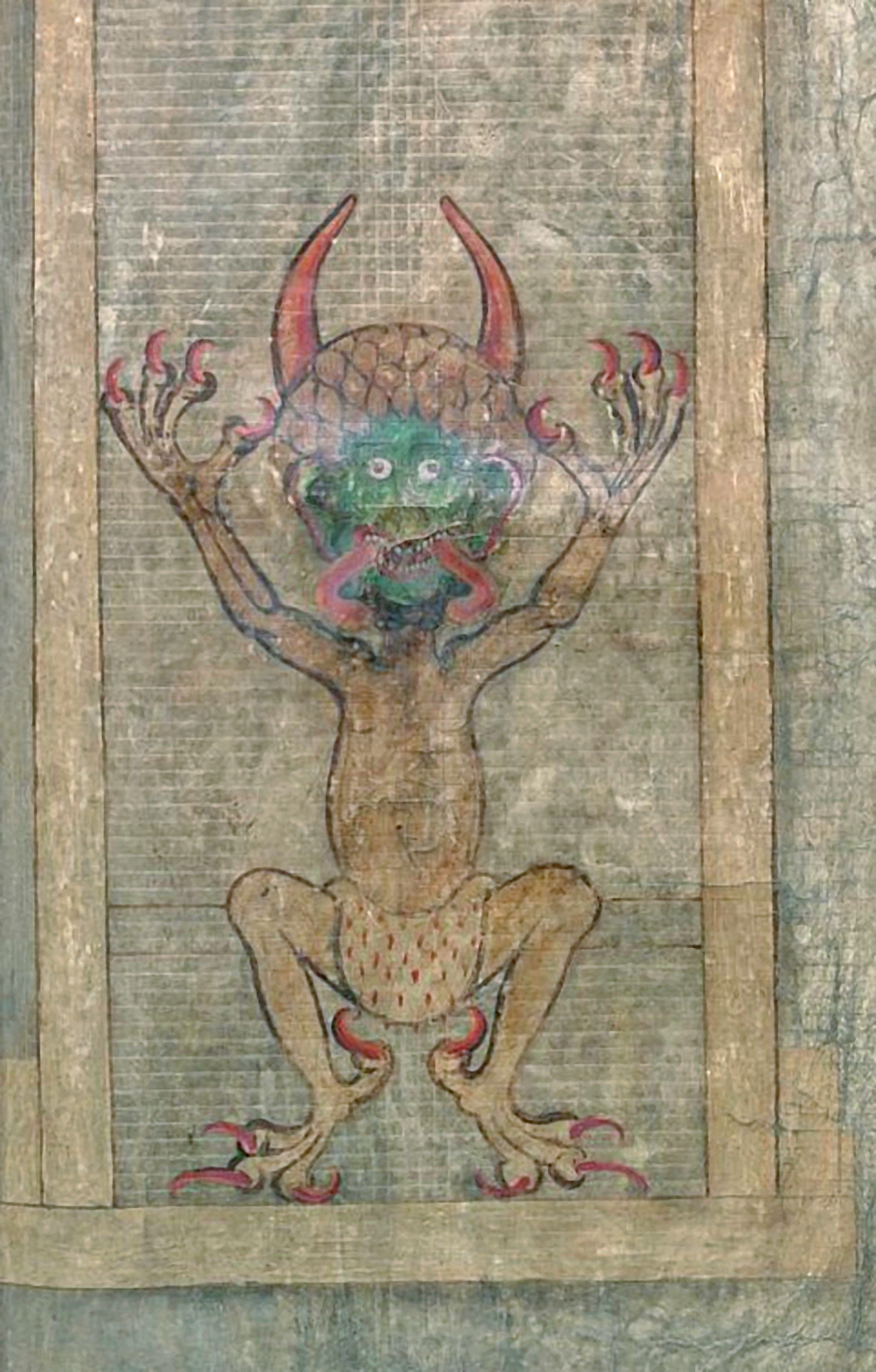
L'enluminure figurant le diable en pied, vêtu de son pagne en hermine, langue bifide pendante et griffes vermillon. Selon l’iconographie médiévale, l’hermine est associée aux familles royales, ce diable symbolisant probablement Lucifer, le prince des ténèbres.

Le Codex Gigas (du grec Gigas signifiant « géant ») est un manuscrit médiéval écrit au XIIIe siècle par un moine bénédictin du monastère de Podlažice en Bohême et qui se trouve maintenant dans la Bibliothèque nationale de Suède. Il est également connu sous le nom de Bible du Diable en référence à l'enluminure du diable que l'on trouve au folio 290.

## Apparence

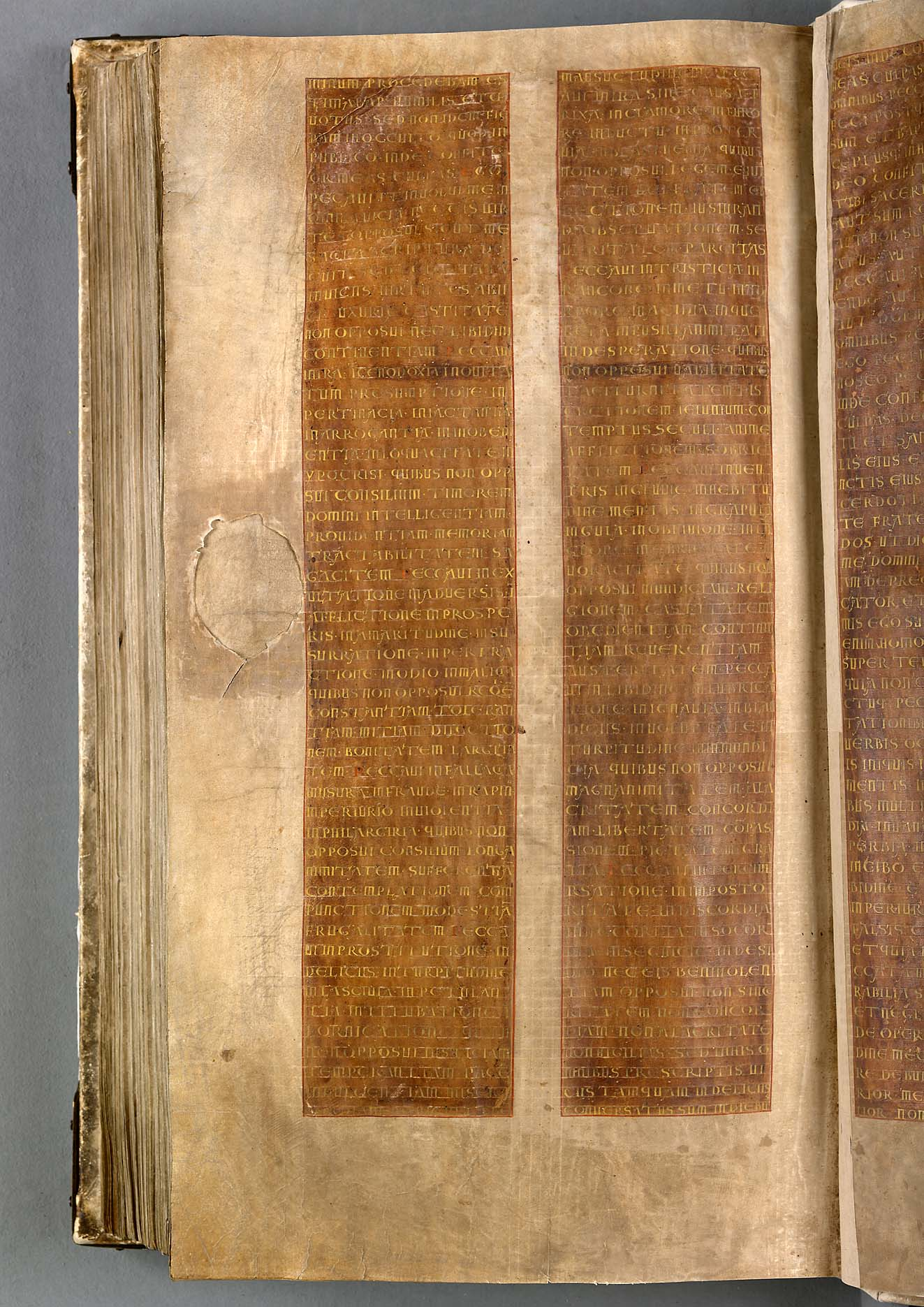
Le texte, de couleur claire, se détache d'un fond foncé, sur une page blanche.

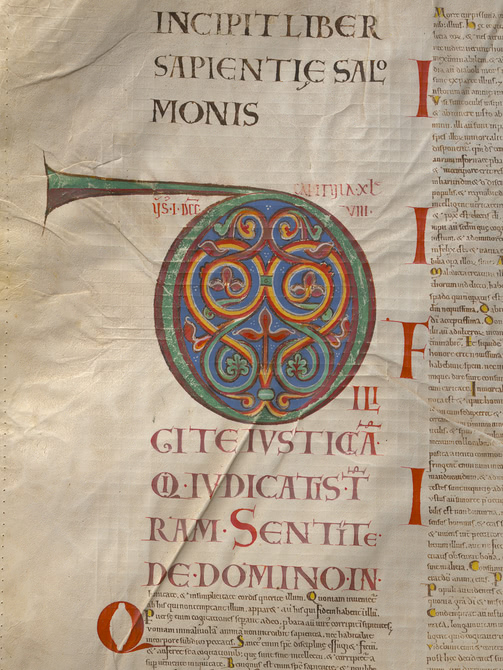
Le Codex est richement enluminé ; ici, une lettrine.

Le livre mesure 92 cm de haut sur 50 cm de large, et 22 cm d'épaisseur, et est contenu dans un dossier en bois. Sa reliure pleine est en cuir de veau, avec des décorations en métal. Le volume, rédigé en latin, avec une calligraphie de type minuscule caroline, est l'œuvre d'un seul scribe,.
Le Codex Gigas contenait, à l'origine, 320 feuilles de vélin ; huit d'entre elles ont été retirées du livre pour une raison inconnue ; ces pages contenaient vraisemblablement les règles des Bénédictins. Le vélin utilisé est de la peau de veau (ou d'âne selon certaines sources) et proviendrait de quelque 160 bêtes. Le Codex pèse 75 kg.
C'est la plus grande des Bibles géantes qui apparaissent au XIe siècle. L'ouvrage est un exemple tardif du genre, à une époque où, au contraire, sont créés, à Paris, des volumes de petit format.

## Histoire
Le Codex Gigas fut rédigé dans le monastère bénédictin de Podlažice, près de Chrudim, en Bohême, qui fut détruit au XVe siècle, durant la révolution hussite. Selon une légende médiévale, l’auteur du Codex aurait été un moine, Herman le Reclus (en), qui aurait rompu les vœux monastiques et aurait été condamné à être emmuré vivant. Pour échapper à cette punition terrible, il aurait « promis d’écrire en une seule nuit un livre qui couvre toutes les connaissances humaines, ce qui
vaudrait au monastère la célébrité à tout jamais. Cependant, vers minuit, il se  rendit compte qu’il ne pouvait pas tout écrire seul et il  adressa une prière spéciale non pas à Dieu, mais à Lucifer, l’archange déchu, lui demandant son aide en échange de son âme. Le diable élabora le manuscrit et le moine ajouta le portrait du diable, en signe de reconnaissance pour l’aide accordée ».
L'absence de toute référence à la mort du roi Ottokar Ier de Bohême, survenue le 15 décembre 1230, suggère que la date la plus probable de l'achèvement de la rédaction du volume est la fin de l'année 1229 ou le début 1230. Le Codex est alors légué au monastère cistercien de Sedlec, puis racheté par le monastère de Břevnov. De 1477 à 1593, le Codex est conservé à la bibliothèque de l'abbaye de Broumov. Il est emporté à Prague en 1594 pour rejoindre les collections personnelles de Rodolphe II du Saint-Empire.

### Le sac de Prague par les Suédois en 1648
À la fin de la guerre de Trente Ans, de nombreuses œuvres d'art et objets précieux sont ramenés en Suède par les troupes suédoises comme butin de guerre, le Codex Gigas en fait partie. Depuis 1649, il est conservé à la Bibliothèque royale de Suède, à Stockholm.

### L'incendie de 1697
Le vendredi 7 mai 1697, un incendie violent éclata au château royal de Stockholm dont la bibliothèque royale de Suède souffrira profondément. Le codex fut sauvé des flammes en étant jeté par une fenêtre. Cela endommagea la couverture et causa la perte de quelques pages, qui s'envolèrent et manquent encore aujourd'hui. D'après le témoignage du vicaire Johann Erichsons, le codex tomba sur un passant et le blessa.

### Le retour à Prague
Le Codex a été prêté par le gouvernement suédois à la ville de Prague le 24 septembre 2007, soit 359 ans après sa disparition, pour les besoins d'une exposition à la Bibliothèque nationale de la République tchèque.

## Contenu

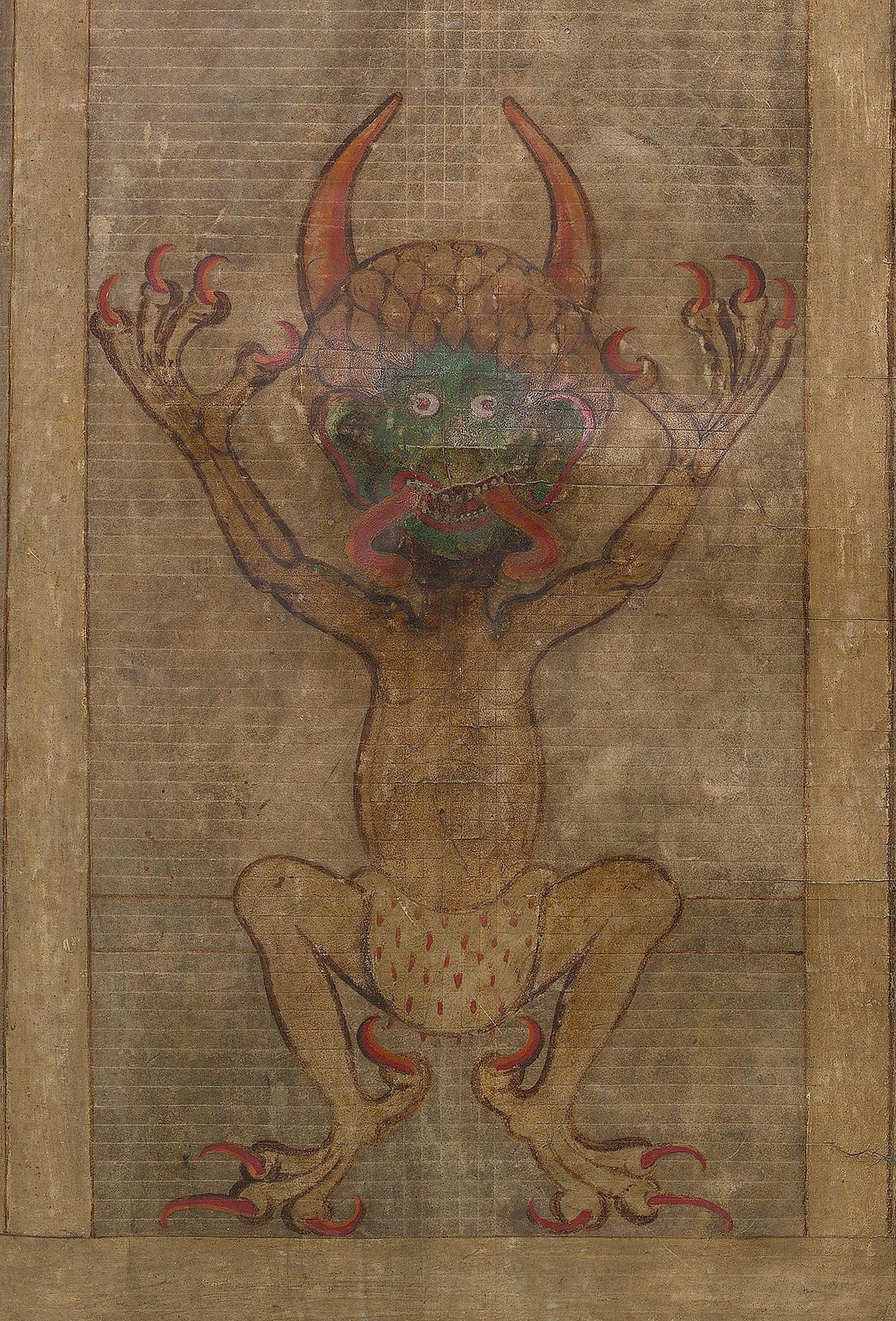
Le portrait du diable.

Ce manuscrit rassemble plusieurs textes : l'Ancien et le Nouveau Testament, deux œuvres de Flavius Josèphe, les « Étymologies » d'Isidore de Séville, l'« Ars medicinae » (L'art de la médecine), le manuel de médecine le plus utilisé au Moyen Âge, une « Chronica Boëmorum » (Chronique des Bohémiens) datant du XIIe siècle et signée Cosmas de Prague, ainsi qu'un calendrier. Le document est écrit en latin mais contient également de l'hébreu, du grec, des parties en alphabet cyrillique et en alphabet glagolitique.
Le manuscrit inclut des enluminures en rouge, bleu, jaune, vert et or. Les lettres capitales sont enluminées abondamment, souvent même sur  la page entière. Le codex a une apparence plutôt uniforme, l'écriture étant ainsi la même tout le long du manuscrit, ne montrant pas le moindre signe de vieillissement, maladie ou changement d'humeur de la part du scribe. Cela peut avoir conduit à la croyance que le livre fût tout entier écrit en un temps très court, bien que certains scientifiques commencent à penser et à étudier la théorie selon laquelle le livre aurait pris dans les 20 ans pour être complété.
Le portrait du diable figure au folio 290 où il est représenté seul, dans un paysage vide ; il fait face à une représentation de la cité du Paradis, sur le folio 289, juxtaposant ainsi les images du Bien et du Mal. Plusieurs pages avant cela sont écrites sur du parchemin assombri et ont une apparence plus obscure, quelque peu différente du reste du volume. Cela vient du fait que les pages sont faites de vélin. Le vélin, fait de peau animale, devient plus mat quand exposé à la lumière ultraviolette. Au cours des siècles, les pages qui ont été le plus fréquemment tournées ont développé cette nuance caractéristique.

## Quelques Pages duCodex Gigas

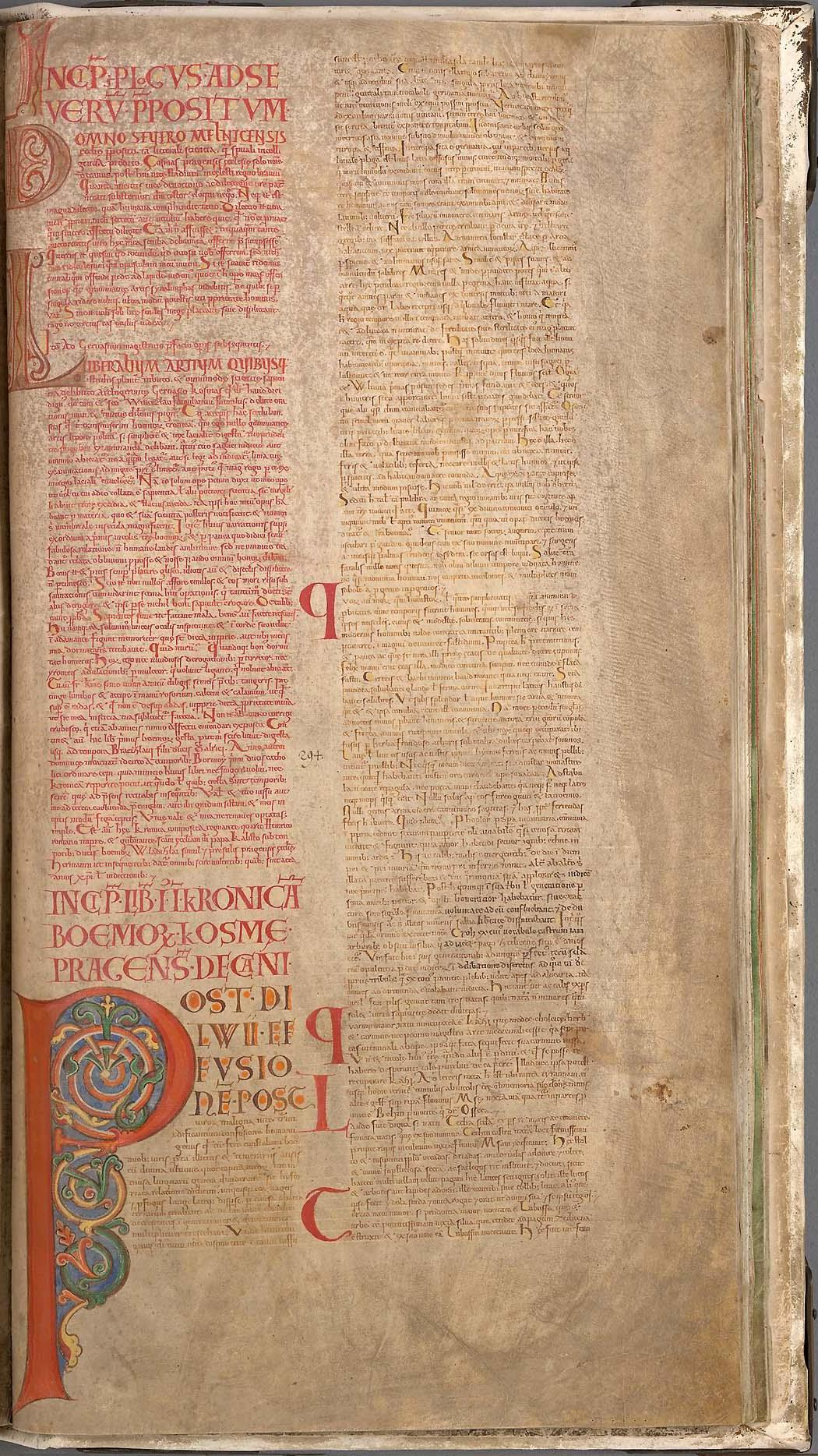
Exemple de page avec une lettre capitale (ici un P) très enluminée
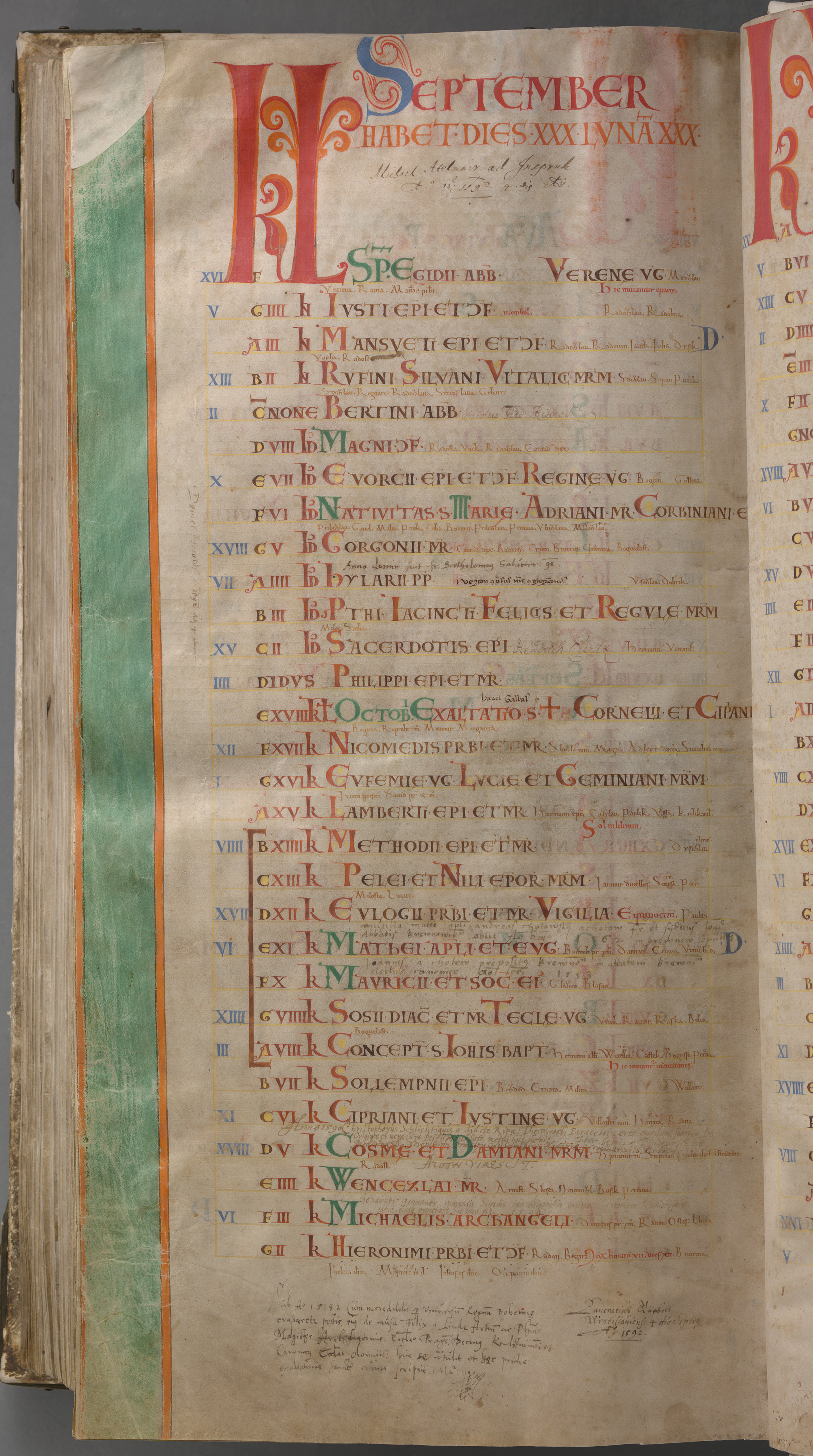
Page du calendrier pour le mois de septembre
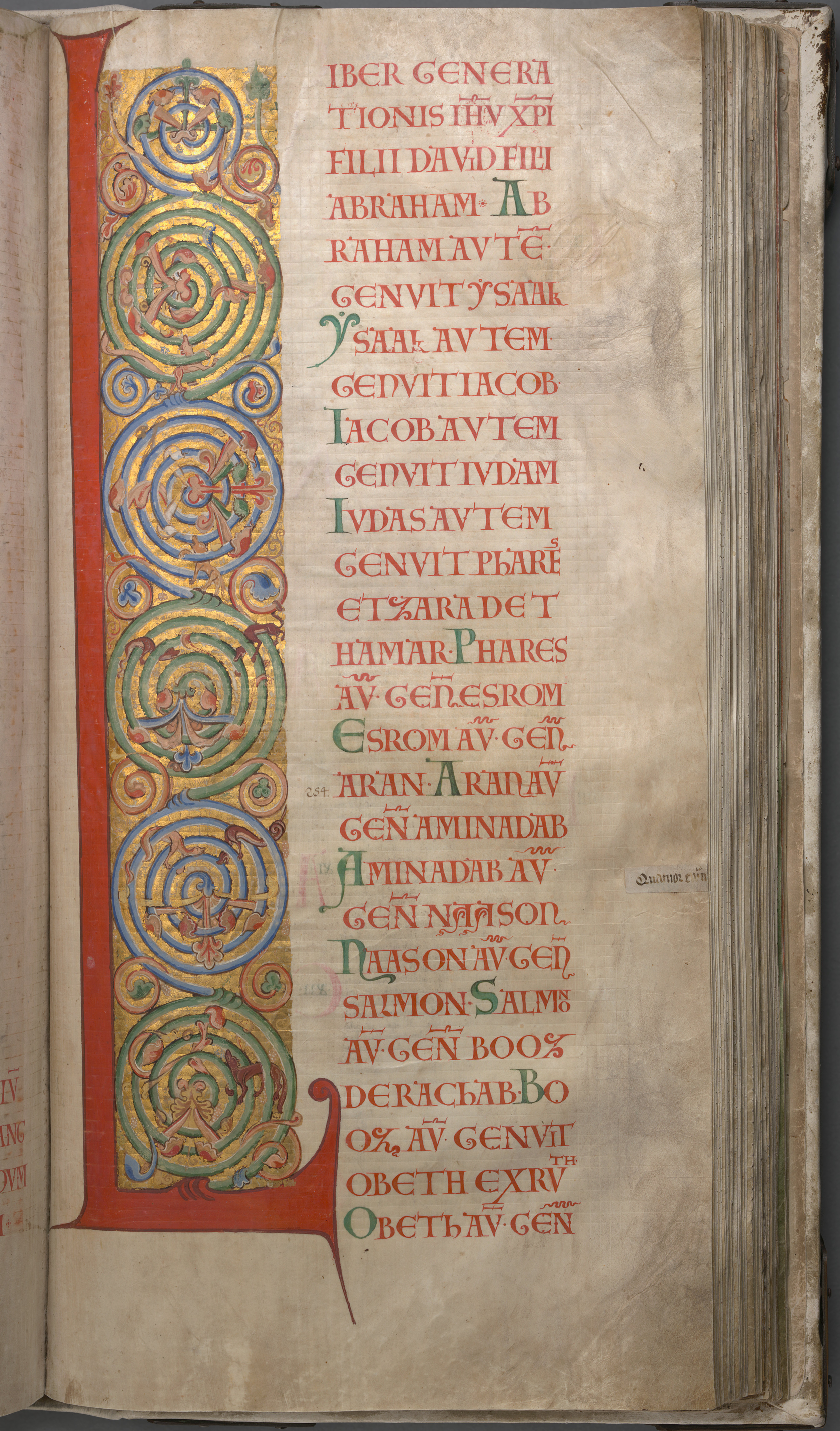
Évangile de saint Matthieu
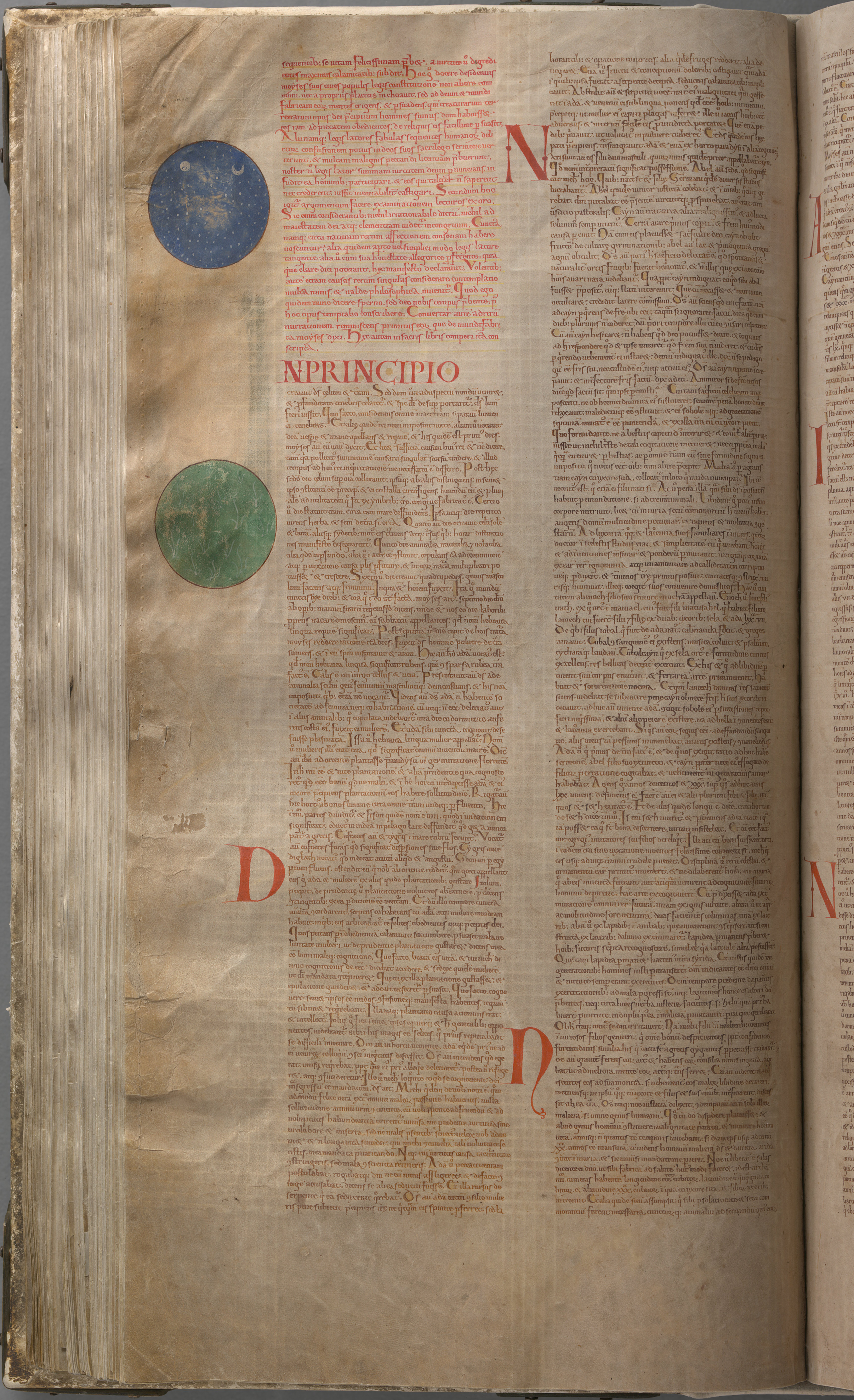
Page de manuscrit
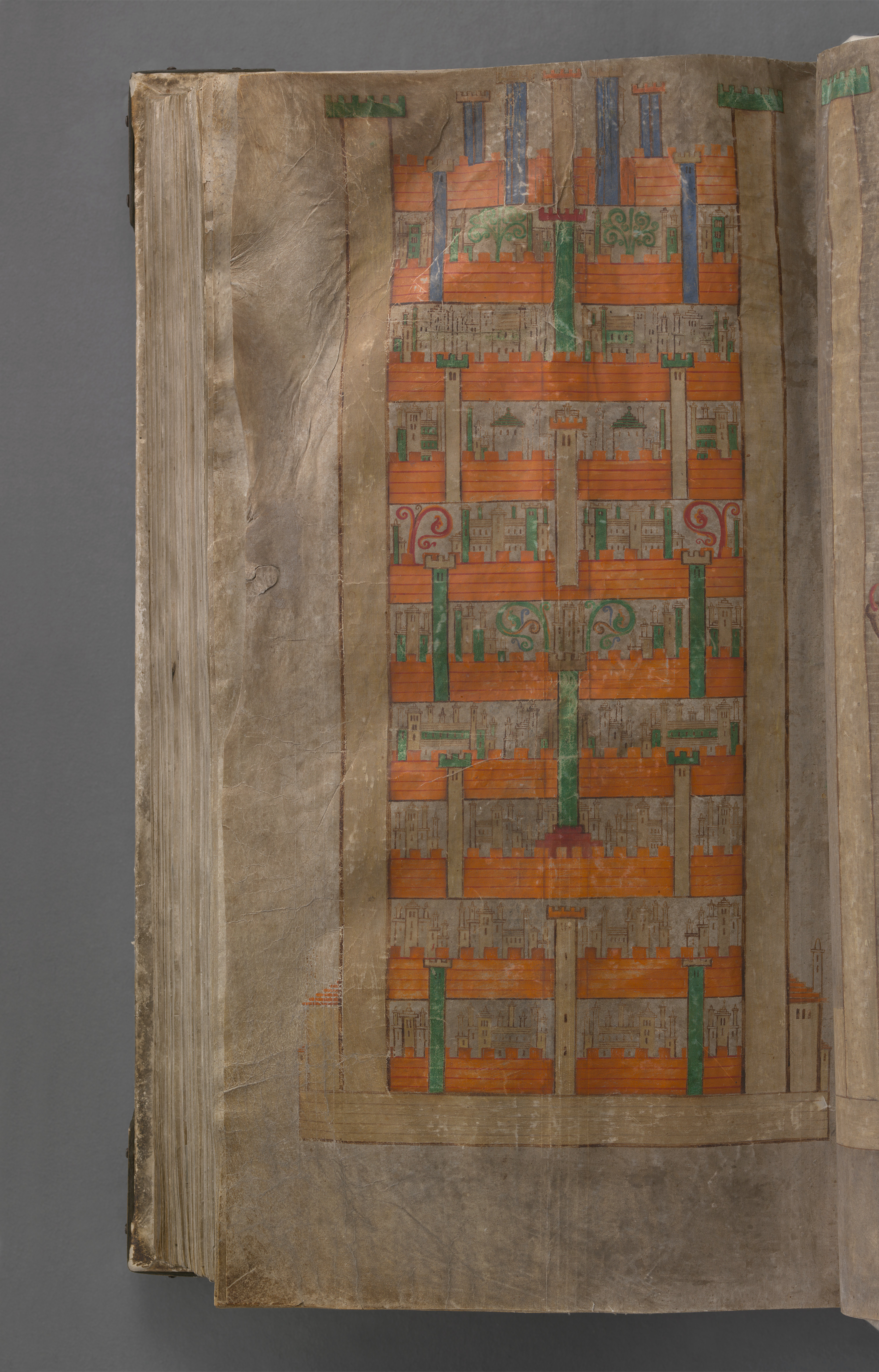
Représentation de la Cité du Paradis